# Kirchliche Hochschule Berlin
Die Kirchliche Hochschule Berlin war von 1945 bis 1992 eine theologische Hochschule der evangelischen Kirche in Berlin.

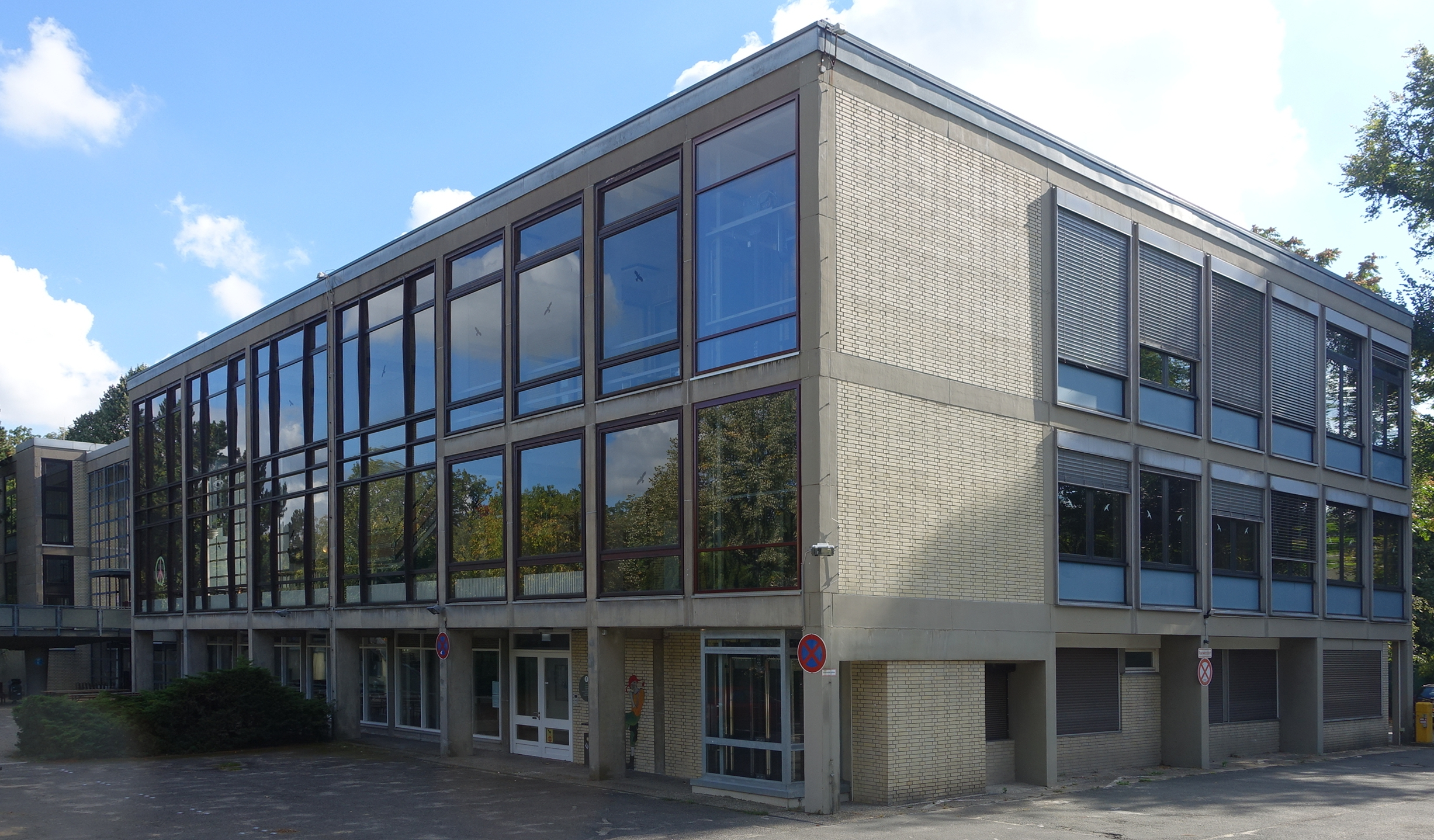
Vorlesungsgebäude am Teltower Damm 122 (Berlin-Zehlendorf)

## Geschichte

Logo der Kirchlichen Hochschule Berlin

Die Hochschule wurde 1935 als Kirchliche Hochschule für reformatorische Theologie, Abteilung Dahlem parallel zur Kirchlichen Hochschule für reformatorische Theologie, Abteilung Elberfeld von Hans Asmussen auf Initiative des Dahlemer Pfarrers Martin Niemöller von der Bekennenden Kirche gegründet. Dem Entschluss zur Gründung dieser Hochschulen war die Zerschlagung der theologischen Fakultäten der staatlichen Universitäten – in der Hauptsache der Bonner Fakultät um Karl Barth – durch die Nationalsozialisten vorausgegangen.
Noch im Jahre ihrer Gründung wurde die Kirchliche Hochschule Dahlem von den Nationalsozialisten verboten, konnte aber bis 1941 illegal in Berlin-Zehlendorf weitergeführt werden. Kurz nach Ende des Zweiten Weltkriegs erhielt sie von der Alliierten Kommandantur die Lizenz zum Fortbestehen, so dass der Lehrbetrieb zum Wintersemester 1945/46 wieder aufgenommen wurde. Bis zum Mauerbau im August 1961 konnten auch Studierende aus dem Sprachenkonvikt im Ostsektor Berlins an den Lehrveranstaltungen teilnehmen. Nach dem Mauerbau sank die Zahl der eingeschriebenen Studierenden erheblich. Waren es 1960 noch 402, ging die Zahl bis zum Jahr 1970 auf 164 Studierende zurück. Sie stieg bis zum Jahr wieder auf 580 an.
Zu den Lehrenden gehörten unter der Bekennenden Kirche Hans Asmussen, Martin Albertz, Walter Dreß, Edo Osterloh, Franz Hildebrandt, Wilhelm Niesel sowie Heinrich Vogel, Helmut Gollwitzer und Günther Harder, die auch nach dem Zweiten Weltkrieg hier lehrten. Neben ihnen gehörten dem Kollegium unter anderen die Systematiker Otto Alexander Dilschneider (1904–1991), Erwin Reisner und Johannes Wirsching, die Kirchenhistoriker Karl Kupisch, Gottfried Maron und Kurt-Victor Selge, die praktischen Theologen Martin Fischer, Ernst Lange und Friedemann Merkel, die Alttestamentler Diethelm Michel (1931–1999), Claus Westermann und Dieter Vieweger sowie die Neutestamentler Ernst Fuchs, Ulrich Wilckens, Peter von der Osten-Sacken und Walter Schmithals an. Von 1987 bis 1992 hatte Gerhard Besier einen Lehrstuhl für Neuere und Neueste Kirchengeschichte an der KiHo. Die Professur für Praktische Theologie hatte seit 1971 Peter C. Bloth inne, der auch dreimal zum Rektor der Hochschule gewählt wurde. Professor für systematische Theologie war seit 1979 Christof Gestrich, der ebenfalls in leitenden Ämtern der Hochschule als Rektor von 1984 bis 1986, anschließend bis 1988 als Pro-Rektor und von 1990 bis 1993 als Ephorus tätig war.
Wie sehr die Kirchliche Hochschule am Teltower Damm im kirchlichen Leben Berlins verwurzelt war, ist dadurch belegt, dass im Jahr 1960 die vierte Glocke der evangelischen Kirche Zur Heimat in Berlin-Zehlendorf den Namen Kirchliche Hochschule erhielt. Die Kirche, die zum Bauensemble der Kirchlichen Hochschule gehörte, diente ihr auch als Auditorium Maximum. Vorsitzender des Kuratoriums war seit der Neugründung der Hochschule von 1945 bis 1962 der Propst der evangelischen Kirche Hans Böhm. Dieser setzte sich für die Eigenständigkeit der Hochschule als kirchliche Einrichtung ein und lehnte energisch eine Angliederung an die Freie Universität Berlin ab.
Die Kirchliche Hochschule Berlin besaß seit 1969 das Promotions- und das Habilitationsrecht, nachdem der rechtliche Status der Hochschule in einem Vertrag mit dem Senat von Berlin neu formuliert und festgeschrieben wurde. Sie war danach eine staatlich anerkannte wissenschaftliche Hochschule mit dem Status einer Körperschaft des öffentlichen Rechts, erhielt Zuschüsse des Landes Berlin, das wiederum Mitspracherecht in rechtlichen und organisatorischen Fragen erhielt. Somit nahm die Kirchliche Hochschule für die Westsektoren Berlins während der Teilung der Stadt die Funktion einer evangelisch-theologischen Fakultät wahr, da sich die bestehende Berliner evangelisch-theologische Fakultät an der Humboldt-Universität im Ostsektor Berlins befand.
Nach der Wiedervereinigung Deutschlands fusionierten 1991 die Kirchliche Hochschule mit ihrem Sitz im ehemaligen Berlin (West) mit dem im ehemaligen Berlin (Ost) weiter geführten Sprachenkonvikt. Letztlich fusionierte zum 1. Oktober 1992 die Kirchliche Hochschule Berlin-Zehlendorf mit der theologischen Fakultät der Humboldt-Universität. Die Gebäude der ehemaligen Kirchlichen Hochschule Berlin werden heute von der Evangelischen Hochschule Berlin genutzt.

## Institute der Kirchlichen Hochschule Berlin
- Institut für Kirche und Judentum, 1960 gegründet von Günther Harder
- Schleiermacherforschungsstelle
- Institut für Religionssoziologie und Gemeindeaufbau. Direktor des Instituts war ab 1982 Klaus-Peter Jörns.

## Zeitschriften
- Theologia viatorum. Jahrbuch der Kirchlichen Hochschule Berlin, 1948–1982 ISSN 0342-4235
- Berliner Theologische Zeitschrift (BThZ). Halbjahresschrift für Theologie in der Kirche / hrsg. im Auftr. der Kirchlichen Hochschule Berlin, 1984  ff., ISSN 0724-6137

## Absolventen
- Joachim Günther
- Werner H. Schmidt